# 江孜繁缕
江孜繁缕（学名：Stellaria gyangtseensis）为石竹科繁缕属的植物。分布在锡金以及中国大陆的西藏等地，生长于海拔3,890米至4,600米的地区，多生在石岩上、山坡草地或倒石堆边小沟，目前尚未由人工引种栽培。